# François Piétri
François Sampiero Sébastien Marie Jourdan Piétri (Bastia, 8 agosto 1882 – Sartene, 17 agosto 1966) è stato un politico, storico e militare francese, combattente veterano pluridecorato della prima guerra mondiale.
Tra i due conflitti mondiali fu numerose volte ministro e sottosegretario di Stato in numerosi governi. Dopo la proclamazione a Vichy dello Stato collaborazionista con a capo il maresciallo Philppe Pétain ricoprì brevemente l'incarico di ministro delle comunicazioni e, fino alla caduta del regime, quello di ambasciatore in Spagna

## Biografia

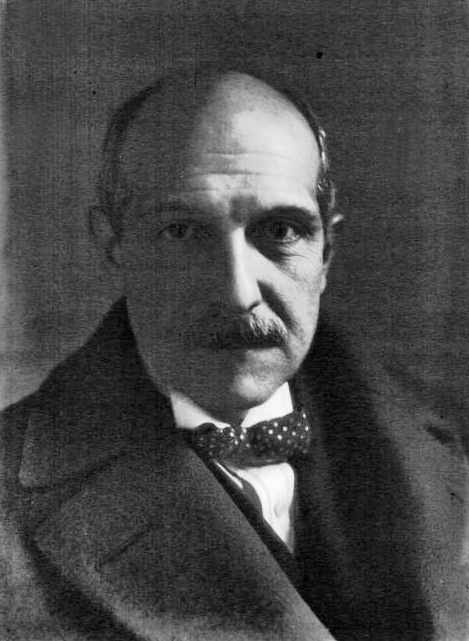
Il Ministro delle Colonie François Piétri in una foto del 1929.

Nacque l'8 agosto 1882 a Bastia (Alta Corsica), figlio di Antoine-Jourdan Piétri, un avvocato e consigliere di prefettura, e Clorinde Gavini, figlia di un deputato dell'Assemblea nazionale francese. Visse parte della sua infanzia ad Alessandria d'Egitto dove il padre ricopriva l’incarico di consigliere del governo egiziano.
Fece gli studi classici all'istituto Stanislas di Parigi dove, una volta superato il Concorso generale che dà accesso agli studi superiori, si perfezionò, sempre in lettere classiche, nel 1899. Si laureò in lettere nel 1900, e frequentò l'École libre des scienze politiques diplomandosi nel 1903. Nello stesso anno conseguì il dottorato in legge. Nel 1906 vinse il concorso a ispettore delle finanze, entrando a far parte dell'amministrazione statale. 
All’atto della mobilitazione generale dell’agosto 1914 fu richiamato in servizio attivo con il grado di sergente, assegnato al 264º Reggimento di fanteria di Nancy  rimase gravemente ferito durante la battaglia di Verdun. Evacuato da Douaumont, fu promosso tenente di fanteria della riserva. Citato più volte all’Ordine del giorno venne decorato con la Croce di Cavaliere della Legion d’onore e con la Croix de guerre. Verso la fine del 1916 fu chiamato dal generale Lyautey a ricoprire l’incarico di direttore generale delle finanze del Marocco, dotato di pieni poteri.
Ricoprì questo ruolo tra il 1917 ed il 1924, quando fu eletto per la prima volta all'Assemblea Nazionale nelle liste dei repubblicani di sinistra per il dipartimento della Corsica. Presidente del Consiglio generale della Corsica, fu poi sottosegretario di Stato alle Finanze dal 23 giugno al 19 luglio 1926 nel decimo governo di Aristide Briand, e fu rieletto deputato alle elezioni del 1928. Tra il 3 novembre 1929 e il 17 dicembre 1930 ricoprì l’incarico di ministro delle Colonie nel primo e secondo governo André Tardieu, e poi quello di ministro del Bilancio (27 gennaio 1931-6 febbraio 1932) nel primo, secondo e terzo governo Pierre Laval, e di ministro della Difesa (20 febbraio 1932-3 giugno 1932) nel terzo governo Tardieu. 
La sua carriera politica proseguì senza soste: ministro delle Colonie dal 26 ottobre al 26 novembre 1933 nel il primo governo Albert Sarraut; ministro delle Finanze dal 30 gennaio al 4 febbraio 1934 nel secondo governo Édouard Daladier; ministro della Marina dal 9 febbraio 1934 al 1º giugno 1935 nel secondo governo Gaston Doumergue e nel primo Pierre-Étienne Flandin; ministro della Marina dal 1 giugno 1935 al 4 giugno 1936 nel primo governo Fernand Bouisson, nel quarto di Pierre Laval e nel secondo di Albert Sarraut.
Nel 1939 diede alle stampe il libro Lucien Bonaparte che vinse il Prix Thiers dell'Académie française. 
Dopo la caduta della Francia il 10 luglio 1940 aderì al regime instaurato a Vichy ricoprendo l'incarico di ministro delle Comunicazioni dal 12 luglio al 6 settembre 1940 nel governo del maresciallo Philippe Pétain cui Pierre Laval era vice presidente del consiglio. L’8 ottobre dello stesso anno fu nominato ambasciatore in Spagna, ricoprendo tale delicato incarico fino all'agosto 1944, con la liberazione della Francia dall'occupazione nazista.  Il 4 giugno 1948 fu condannato dall'Alta Corte di Giustizia di Versailles a cinque anni di indignità nazionale,, ma tale provvedimento fu dichiarato privo di effetti dal Consiglio superiore della magistratura il 31 gennaio 1950. Nel 1956 fu insignito dall’Accademia di Francia del Gran Prix Gobert per la sua opera editoriale storica. Membro del Comitato Olimpico Internazionale fu Presidente della Federazione francese di scherma. 
Sposato con la signora Antoinette Brocheton, si spense il 17 agosto 1966 a Sartene, nella Corsica del Sud.

## Pubblicazioni
- L'antagonisme du Nord et du Sud de l'Italie, Chevalier & Rivière, Paris, 1906.
- Le Bilan de la Pacification marocaine, E.S.P., Paris, 1922.
- Finances et monnaies coloniales, Alcan, Paris,  1924.
- La Querelle du Franc,  Hachette, Paris, 1928.
- Le Financier, Hachette, Paris, 1931.
- Justice et injustice fiscale,  Tallandier, Paris, 1933.
- La Réforme de l’État au XVIII siècle, Éditions de France, Paris, 1935.[N 4]
- Veillons au salut de l'Empire, Éditions de France, Paris, 1937.
- Lucien Bonaparte, Plon, Paris,  1939.
- La France et la mer,  Flammarion, Paris, 1940.
- Lucien Bonaparte à Madrid,  Grasset, Paris, 1951[N 5]
- Mes années d'Espagne : 1940-1948, Plon, Paris, 1954
- Napoléon et le Parlement ou, La dictature enchainée, Fayard, Paris,  1955.
- Hors du forum, Editions de Paris, Paris, 1957.
- L'Espagne du Siècle d'Or,  Fayard, Paris, 1959.
- Pierre le Cruel : le vrai et le faux,  Plon, Paris, 1961.
- Chronique de Charles le Mauvais, Berger-Levrault, Paris, 1963.
- Napoléon et les Israélites,  Berger-Levrault, Paris, 1965.

### Annotazioni
1. ↑  Il libro fu tradotto in spagnolo ed edito da Juventud a Barcellona nel 1942.
2. ↑  Al contrario del suo ex rivale Paul Giacobbi.
3. ↑  Tra il 1921 e il 1924 era stato uno schermidore di livello internazionale.
4. ↑  Libro che ebbe un'edizione spagnola edita da Juventud, Barcellona, nel 1944.
5. ↑  Quest'opera fu pubblicata in anteprima in spagnolo con il titolo Un Caballero en el Escorial,  Espasa Calpe, Madrid, 1947.

### Periodici
- L’Afrique du Nord compte un ami au ministère des Colonies, in l’Afrique du Nord illustrée: journal hebdomadaire d'actualités nord-a, n. 448, Alger, 30,  p. 6.